# Beosus
Beosus är ett släkte av insekter. Beosus ingår i familjen fröskinnbaggar.
Släktet innehåller bara arten Beosus maritimus.

## Bildgalleri

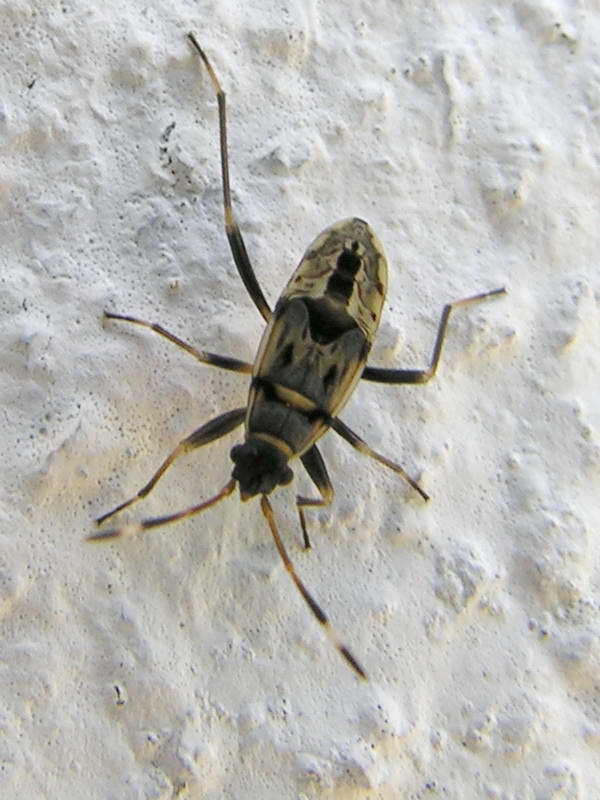
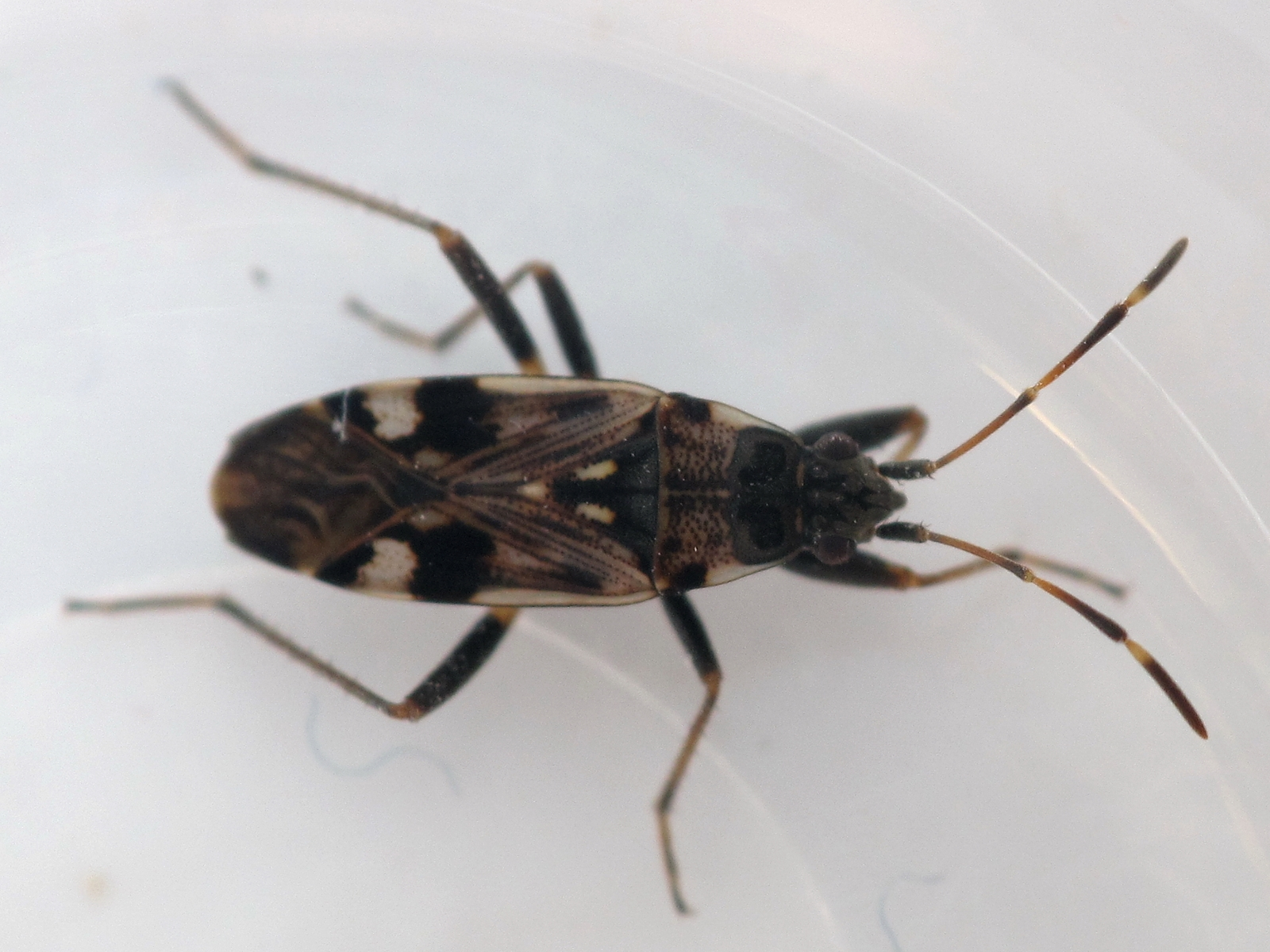
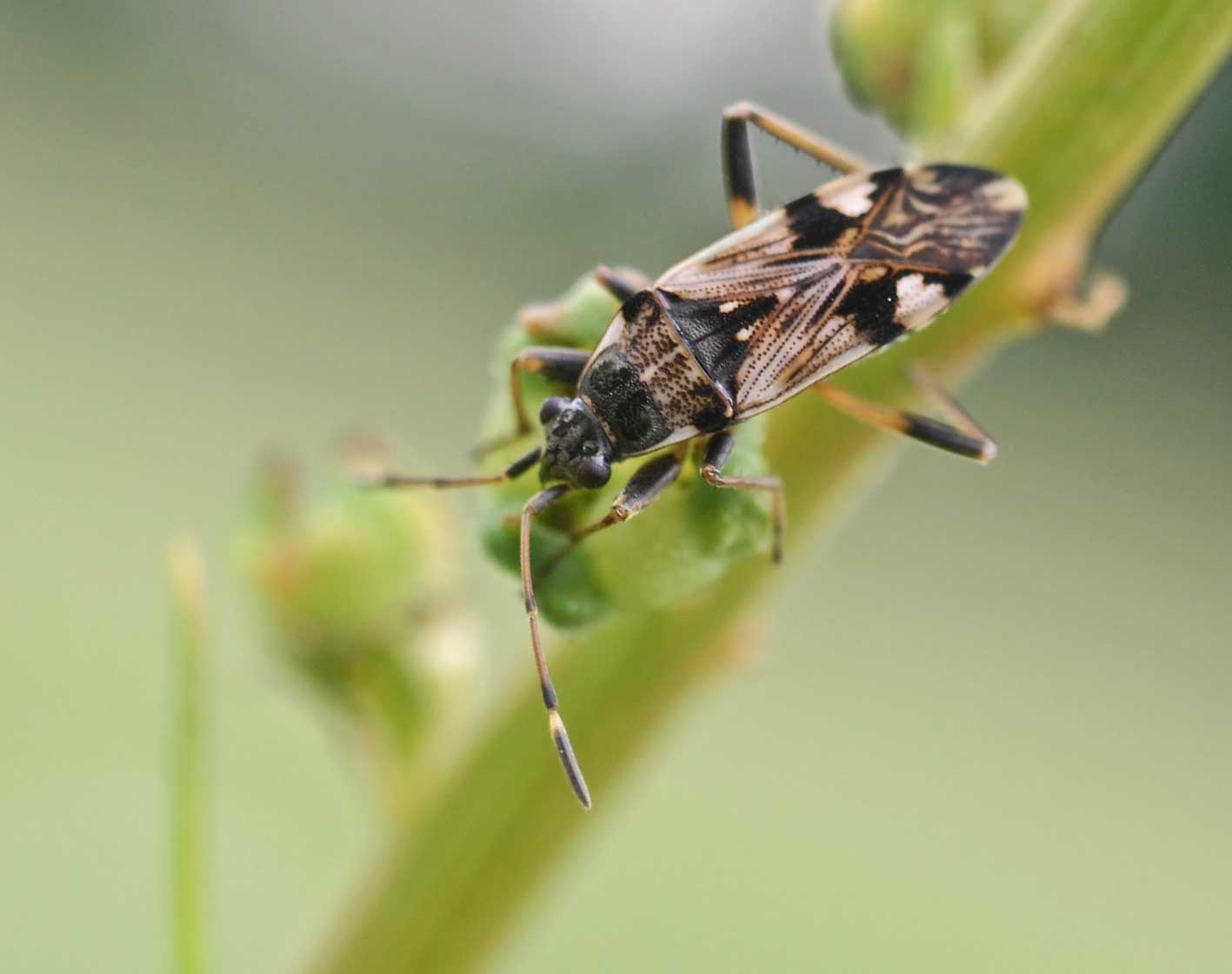
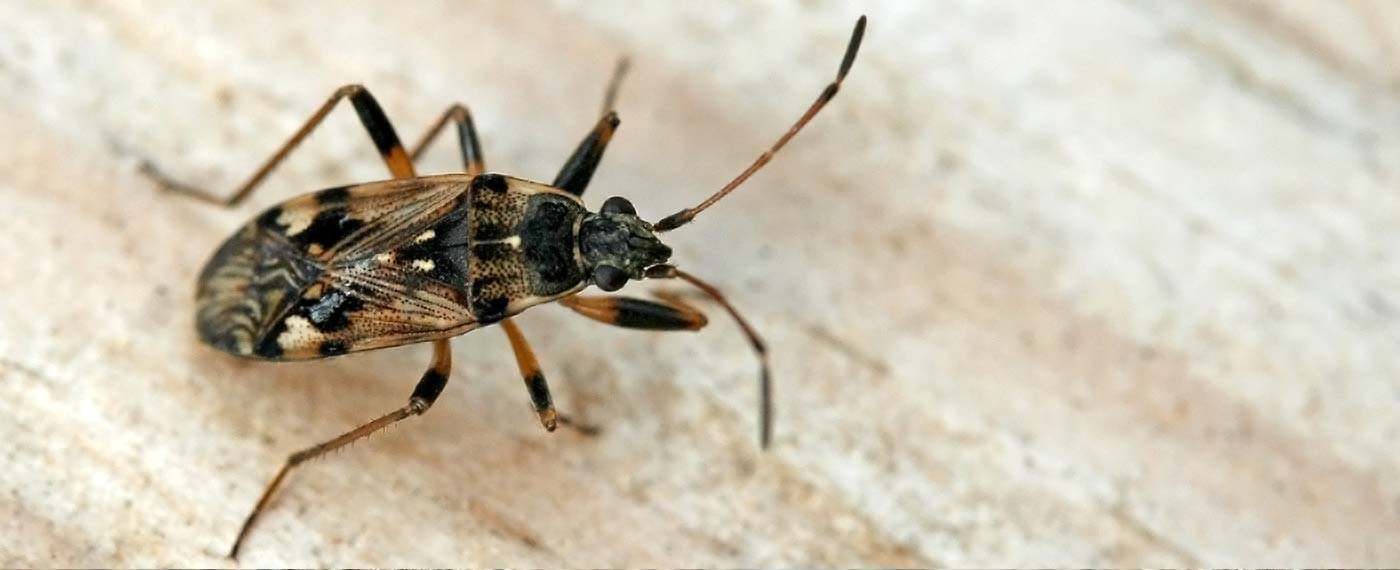
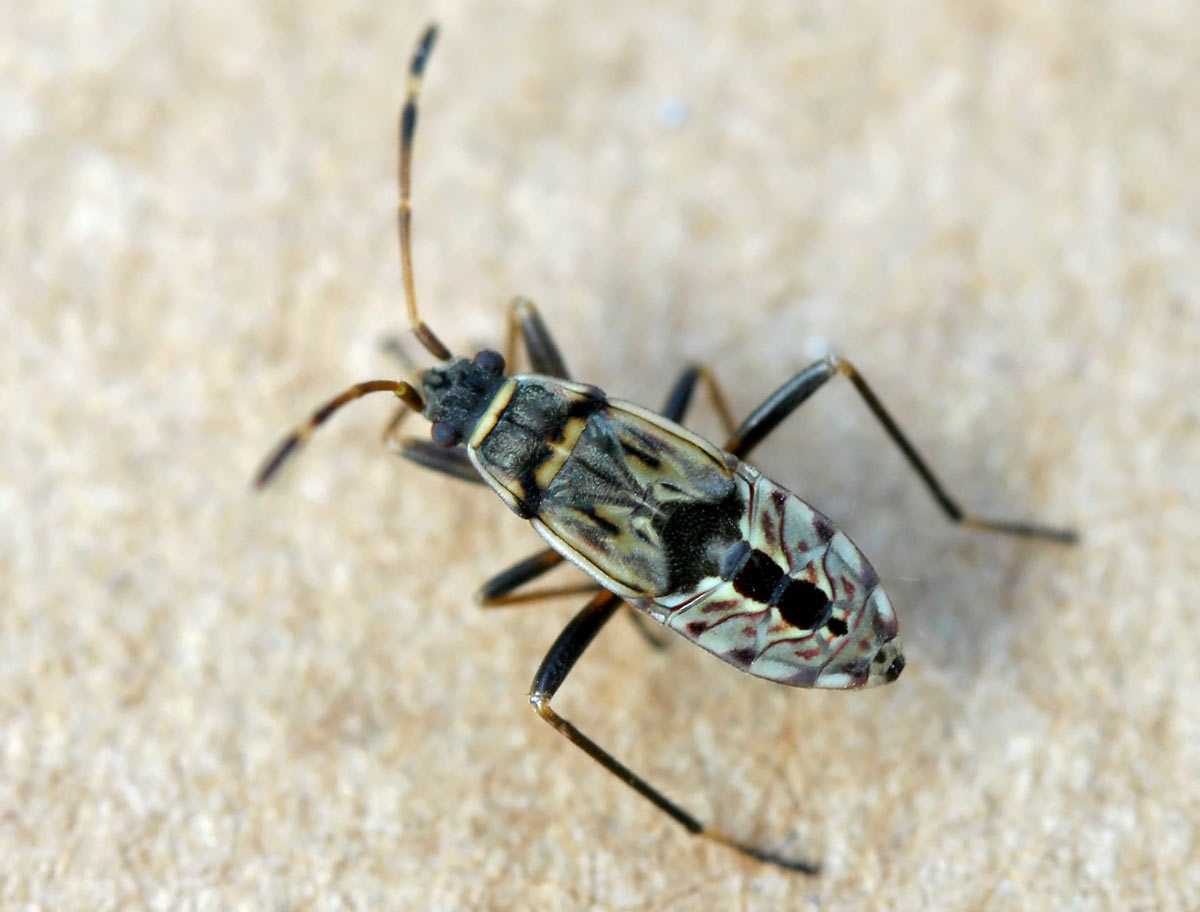
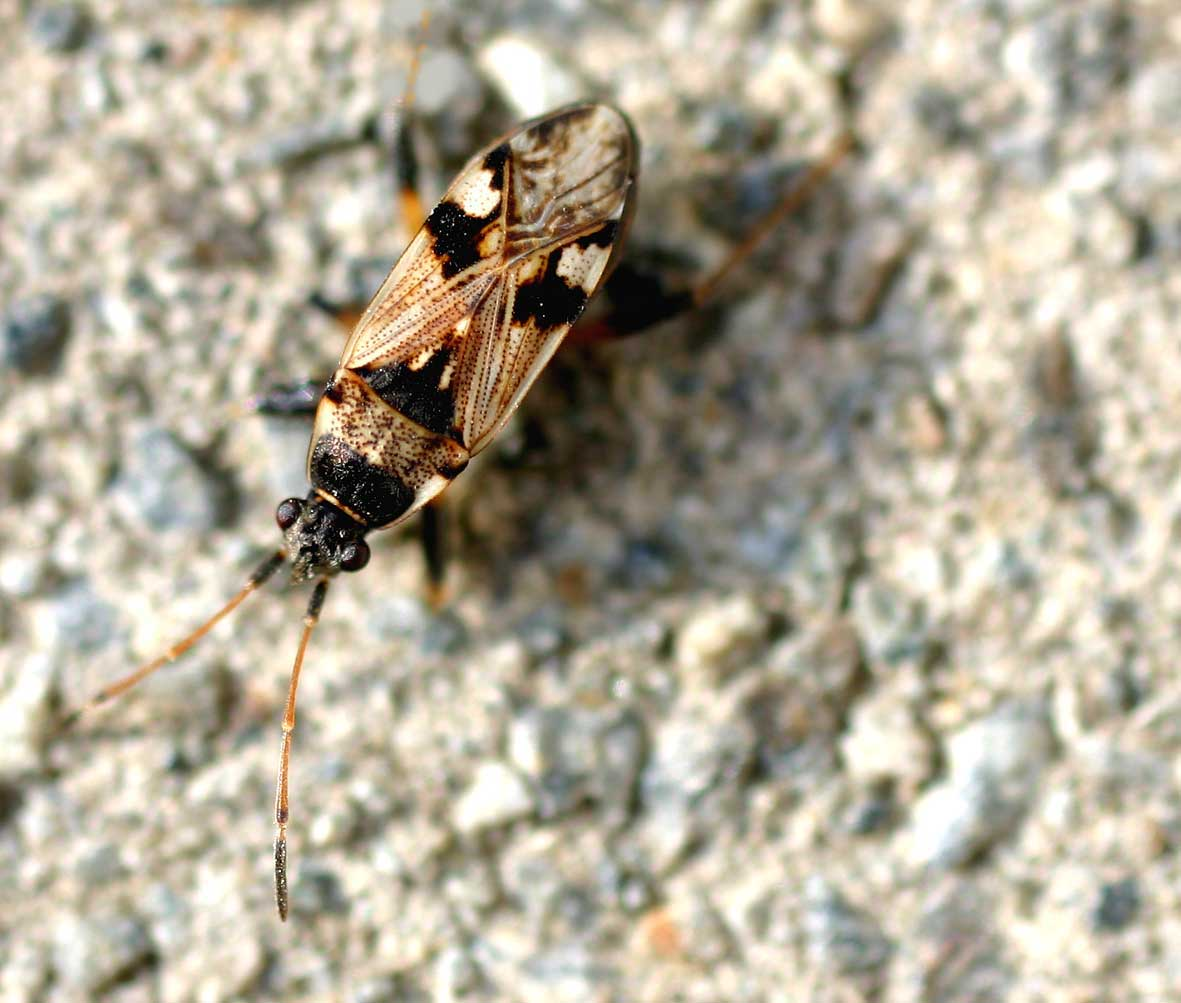